# Marta Natanek
Marta Natanek (ur. 10 lutego 1983) – polska siatkarka, grająca na pozycji przyjmującej. Występująca również pod nazwiskiem Czerwińska. Obecnie (sezon 2012/2013) występuje w drużynie Jedynka Aleksandrów Łódzki.
Wychowanka klubu MKS Gaudia Trzebnica.

## Kluby
| Klub                       | Lata gry    |
| -------------------------- | ----------- |
| MKS Gaudia Trzebnica       | wychowanka  |
| KPSK Stal Mielec           | 2002 - 2005 |
| AZS AWF Poznań             | 2005 - 2007 |
| MKS Dąbrowa Górnicza       | 2007 - 2008 |
| Impel Gwardia Wrocław      | 2008 - 2010 |
| PTPS Piła                  | 2010 - 2011 |
| Jadar Politechnika Radom   | 2011 - 2012 |
| Jedynka Aleksandrów Łódzki | 2012 − 2013 |

## Sukcesy
- 2010/2011: awans z PTPS Piła do PlusLigi Kobiet
- 2003/2004:  brązowy medal Mistrzostw Polski zdobyty z KPSK Stal Mielec[3]